# سام راسيل
سام راسيل (بالإنجليزية: Sam Russell)‏ (4 أكتوبر 1982 بميدلزبرة في المملكة المتحدة - ) هو لاعب كرة قدم بريطاني في مركز حراسة المرمى. لعب مع سكونثورب يونايتد وفوريست غرين ونادي روتشديل ونادي ريكسهام ونادي ميدلزبره ونادي غيتزهد ودارلينجتون إف سى.

## وصلات خارجية
- سام راسيل على موقع قاعدة بيانات كرة القدم.إي يو (الإنجليزية)
- سام راسيل على موقع Soccerbase.com (لاعب) (الإنجليزية)
- سام راسيل على موقع Soccerway.com (الإنجليزية)